# Comedy Life
Comedy Life è stato un canale satellitare italiano a pagamento distribuito da Mediaset per Stream TV. La rete è stata diretta da Carlo Vetrugno, in precedenza già direttore di Italia 1 (dal 14 settembre 1992 all'11 maggio 1997) e Rete 4 (dal 13 settembre 1995 al 20 luglio 1996).

## Storia
Questo canale, prodotto da Mediadigit e diretto da Carlo Vetrugno, nasce il 1º aprile 2000 sulla piattaforma satellitare Stream TV in contemporanea con un altro canale Mediadigit, Duel TV.
La rete si rivolgeva a un target prevalentemente femminile, al contrario di Duel TV destinato agli uomini, e trasmetteva repliche di noti telefilm come Una mamma per amica o Beverly Hills o soap opera italiane, tra cui Vivere, CentoVetrine e Beautiful. Nel palinsesto trovavano spazio anche diversi film per la TV.
Il canale viene spento nella notte tra il 30 e il 31 luglio 2003, non passando così sulla nuova piattaforma SKY Italia, che nasce proprio in quelle ore dalla fusione di Stream TV con Tele+, al contrario della gemella Duel TV che continuerà a trasmettere fino al 1º gennaio 2006, come Happy Channel e MT Channel, altri canali del gruppo appartenenti a Tele+.
Alcuni mesi dopo la chiusura di Comedy Life, Mediaset lancia Italia Teen Television, destinato a bambini e ragazzi.
Cinque anni dopo la chiusura del canale, il 19 gennaio 2008, un canale analogo nasce sul digitale terrestre tramite Mediaset Premium con il nome di Mya. Un altro canale dai contenuti simili, dichiaratamente indirizzata a un pubblico femminile, è La5, rete completamente gratuita dell'offerta per il digitale terrestre di Mediaset.